# Willard il paranoico
(Willard Stiles)
Willard il paranoico (Willard) è un film horror di Glen Morgan, con Crispin Glover, Laura Harring e R. Lee Ermey. Il film è liberamente basato sulla novella Ratman's Notebook di Stephen Gilbert, ed è anche il remake del film Willard e i topi del 1971. Il film venne distribuito negli Stati Uniti il 15 marzo 2003 e in Italia il 29 luglio 2005.

## Trama
Willard Stiles è un disadattato sociale che vive in solitudine quasi totale, e che si prende cura della madre Henrietta, malata e costretta a letto, nonostante questa abusi (anche verbalmente) di lui, considerandolo un uomo debole e incapace di farsi rispettare e chiamandolo "Clark" perché odia il suo vero nome. L'uomo vive con lei in un'enorme e vecchia magione la cui cantina è infestata da una numerosa colonia di ratti. Al lavoro Willard si trova continuamente vessato e umiliato di fronte ai suoi colleghi dal suo crudele capo, Frank Martin, un uomo avido e malvagio che ha rilevato l'azienda del padre di Willard (di cui era socio in affari) dopo la morte per suicidio di quest'ultimo. Una sua collega, la giovane e bella Cathryn, impietosita dai suoi problemi e indignata dal modo in cui viene trattato dal loro datore di lavoro, offre all'eccentrico uomo la sua amicizia e il suo sostegno.
Incaricato dalla madre di uccidere i topi, Willard risparmia un topo bianco che ha trovato in una trappola, lo adotta e stringe una morbosa amicizia con lui, chiamandolo Socrate e portandolo sempre con sé. L'uomo in seguito sviluppa una sorta di empatia con gli altri topi che occupano la sua cantina, soprattutto con un enorme ratto, che battezza Ben. Quest'ultimo comincia ad assumere una posizione di "guida" su tutti i topi, mentre Socrate rimane il pupillo di Willard. Grazie a loro Willard, sempre più oppresso dalle cattiverie dell'odioso Martin, riesce a prendersi in segreto una piccola rivincita su di lui, rintracciandone l'abitazione e ordinando ai topi di fare a pezzi a morsi i copertoni delle ruote della sua costosa macchina appena comprata, e della quale l'uomo va molto fiero.
A causa di un malinteso Willard litiga violentemente con Henrietta (l'uomo difatti spiega ai topi che non può permettersi di mantenerli e quindi devono andare via, parole che vengono franintese da Henrietta, che si convince che il figlio voglia chiuderla in una casa di riposo) e il giorno dopo, Willard trova la madre morta in fondo alle scale della cantina dopo una rovinosa caduta (presumibilmente perché attirata lì dai rumori dei topi). In seguito l'uomo scopre che i pagamenti per la casa sono in forte ritardo, e che la banca potrebbe pignorare la proprietà, il che unito alla scoperta che Martin sta facendo di tutto per mettere le mani sulla sua casa mettendosi d'accordo con la banca, lo getta ulteriormente nella disperazione più totale.
Cathryn, volendo consolare Willard e non avendo più sue notizie da giorni, gli ribadisce la sua amicizia e la sua vicinanza, e decide di regalargli un gatto di nome Scully. Non appena l'animale entra in casa, i ratti, capitanati da Ben, lo attaccano e uccidono violentemente dopo un breve inseguimento.
Quando Willard rientra in casa si accorge che Ben lo guarda in modo maligno e, come se non bastasse, il grosso ratto comincia a dimostrare di possedere un'intelligenza fuori dal comune, e ad avere comportamenti sempre più invadenti (per esempio dormendo sul suo letto nonostante Willard glielo avesse espressamente vietato, e facendo a pezzi con i denti un bastone da passeggio che Willard aveva usato per intimidirlo). Ben presto l'uomo comincia a diffidare del roditore.
Disperatamente solo, e dopo un lungo periodo di assenza dal posto di lavoro, Willard decide di ritornare in azienda e di portare Socrate con sé, solo per scoprire di essere stato licenziato. Mentre Willard, furioso e disperato, discute con Martin, chiedendo di potersi tenere il posto di lavoro e dicendosi disposto a vendergli la casa pur di non essere licenziato, Socrate viene scoperto dalla segretaria di Martin e ucciso dall'uomo con un bastone. La morte della bestiola contribuisce a devastare definitivamente il già precario equilibrio mentale di Willard. L'uomo, distrutto dal dolore, si rivolge a Ben, pianificando con lui di guidare l'esercito di topi per aiutare Willard a vendicare la morte di Socrate e tutti i soprusi subiti dal suo capo. Così, nottetempo Willard si reca in azienda e, accecato dall'odio e dall'ira, affronta Martin picchiandolo con lo stesso bastone con cui l'uomo ha ucciso Socrate e infine aizzandogli contro i suoi topi, che lo divorano vivo.
Tuttavia, a vendetta compiuta, Willard non riesce più a fidarsi di Ben, e decide di disfarsi di lui e degli altri topi. Riesce ad ucciderne alcuni con del veleno, ma Ben sopravvive e aizza gli altri topi contro di lui. Nella tremenda lotta che ne consegue Willard riesce ad uccidere Ben con un taglierino, mentre la casa viene distrutta dai topi, che ormai hanno raggiunto un numero impressionante. In un drammatico epilogo Willard viene abbandonato da Cathryn, sconvolta dalla sua follia, arrestato e internato in un manicomio. Qui l'uomo fa amicizia con un altro topo bianco, del tutto simile al suo amato Socrate.

## Differenze dal film originale
- Nel film originale Willard ha ventisette anni, mentre nel remake ne ha quaranta.
- Nel remake è stata omessa la scena della festa di compleanno.
- Nel remake è stata omessa anche la scena in cui Willard libera i suoi topi al party indetto dal suo capo.
- Nel film originale la collega di Willard si chiama Joan, mentre nel remake si chiama Cathryn.
- Nel film originale il gatto si chiama Chloe, nel remake si chiama Scully.
- Nel film originale il gatto viene regalato da Willard ad un estraneo, mentre nel remake il gatto muore ucciso dai topi.
- Nel remake viene anche cambiato il sentimento che Joan/Cathryn prova verso Willard. Infatti nel remake Cathryn dimostra simpatia e affetto verso Willard.
- Nel remake non c'è un ratto di nome Queenie.
- Nel remake la madre di Willard, disgustata dal nome del figlio, decide di ribattezzarlo "Clark", cosa che non avviene nel film originale.
- Nel remake cambia la morte della madre di Willard.
- Nel film originale Joan viene licenziata da Martin per essersi rifiutata di spiare Willard dietro un sostanzioso aumento di stipendio come compenso: nel remake Cathryn, indignata per il licenziamento di Willard, si licenzia da sola.
- Nel film Willard riceve una lettera d'avviso che comunica il suo licenziamento con un mese di anticipo
- Martin, nel film originale, muore cadendo dalla finestra dell'ufficio tentando di sfuggire ai ratti. Nel remake, invece, la sua fine è più cruenta: muore, difatti, rosicchiato vivo dai topi nell'ascensore.
- Il film originale finisce con la morte di Willard, ma il remake finisce con la morte di Ben e il ricovero di Willard in un istituto mentale.

## Curiosità
- Tutte le foto del padre di Willard, Martin Stiles, sono dell'attore Bruce Davison, che recitò nei panni di Willard nel film originale Willard e i topi.
- L'enorme ratto Ben è in realtà un Ratto Gigante del Gambia.
- Il film costò circa 22000000 $.
- Nella scena in cui il gatto è inseguito dai topi, si sente in sottofondo la canzone Ben di Michael Jackson. Crispin Glover, in occasione dell'uscita del film, registrò una cover della canzone cantata da lui e venne fatto anche un video musicale.
- Per il ruolo di Willard furono considerati anche Joaquin Phoenix e Macaulay Culkin, ma furono scartati.
- Il DVD del film contiene alcune scene tagliate e due finali alternativi. Il primo finale alternativo mostra la morte di Willard, mentre il secondo finale alternativo mostra una versione integrale del finale presente nel film. L'edizione italiana del DVD non contiene questi contenuti speciali.
- Per il film furono usati circa cinquecento ratti.

## Riconoscimenti
- Nomination ai Saturn Award nella categoria miglior attore (Crispin Glover)
- CSC award - Miglior fotografia (Robert McLachlan)
- Nomination ai Satellite Award

## Slogan promozionali
- «A new breed of friendship.»
«Un nuovo tipo di amicizia.»
- «When the cat is away, the rats will play.»
«Quando il gatto non c'è, i topi ballano.»
- «Più agghiacciante di "Saw l'enigmista", più terrificante di "The Grudge".»